# دين هال (لاعب اتحاد الرغبي)
دين هال (بالإنجليزية: Dean Hall)‏ هو لاعب اتحاد الرغبي جنوب أفريقي، ولد في 2 سبتمبر 1977 في سبرينغز ‏ في جنوب أفريقيا.

## روابط خارجية
- دين هال عل موقع إسبنسكروم (الإنجليزية)
- دين هال على موقع ItsRugby.co.uk (الإنجليزية)